# Bác sĩ nhân ái
Good Doctor (グ ッ ド Guddo Dokuta; Bác sĩ nhân ái) là một bộ phim về y khoa của Nhật Bản đước làm lại từ bộ phim truyền hình cùng tên năm 2013 của Hàn Quốc nói về một người tự kỷ trở thành bác sĩ phẫu thuật khoa nhi. Phim được phát sóng vào thứ Năm lúc 22:00 (JST) từ ngày 12 tháng 07 đến ngày 13 tháng 9 năm 2018 trên Đài Fuji TV của Nhật Bản và có sự tham gia của Kento Yamazaki, Juri Ueno và Naohito Fujiki.

## Nội dung
Minato Shindo (Kento Yamazaki) mắc chứng tự kỷ. Anh ấy có một trí nhớ tuyệt vời và kỹ năng không gian sắc sảo, nhưng anh ấy gặp khó khăn trong việc giao tiếp với người khác. Minato khao khát trở thành bác sĩ sau khi anh trai anh chết khi còn nhỏ. Sau đó, anh gặp bác sĩ Akira Shiga (Akira Emoto) và khiến ông ngạc nhiên với khả năng ghi nhớ tất cả các bộ phận cơ thể người khi còn nhỏ. Bác sĩ Akira quyết định hỗ trợ Minato và với lời khuyên của ông cuối cùng anh đã được bước vào khoa phẫu thuật nhi với tư cách là một bác sĩ.

## Diễn viên

### Chính
Kento Yamazaki trong vai Minato Shindo
Junta Ito trong vai Youg Minato
Julie Uenos trong vai Natsumi Seto
Fujiki trong vai Seiji Takayama

### Phụ
Akira Emoto trong vai Akira Shiga
Yuri Nakamura trong vai Michi Togo
Kenta Hamano trong vai Taro Hashiguchi
Itsuji Itao trong vai Ryunosuke Inoguchi
Shigeyuki Totsugi trong vai Keisuke Mamiya
Kodai Asaka trong vai Nakajima
Daigo Matsui trong vai Marui
Ryosuke Ikeoka trong vai Nonomura
Risaki Matsukaze trong vai Iyo Morishita
Airi Matsui trong vai Shiori Morishita
Yua Kawashima trong vai Nao Aisawa
Taiyo Saito trong vai Rintaro Takechi
Reju Kojima trong vai Keita Tomioka

## Ratings
| Tập        | Ngày phát sóng           | Ratings(%) (Kanto) | Ghi chú |
| ---------- | ------------------------ | ------------------ | ------- |
| 01         | ngày 12 tháng 7 năm 2018 | 11.5%              | [ 2 ]   |
| 02         | ngày 19 tháng 7 năm 2018 | 10.6%              | [ 3 ]   |
| 03         | ngày 26 tháng 7 năm 2018 | 11.6%              | [ 4 ]   |
| 04         | ngày 2 tháng 8 năm 2018  | 10.6%              | [ 5 ]   |
| 05         | ngày 9 tháng 8 năm 2018  | 12.2%              | [ 6 ]   |
| 06         | ngày 16 tháng 8 năm 2018 | 10.8%              | [ 7 ]   |
| 07         | ngày 23 tháng 8 năm 2018 | 13.0%              | [ 8 ]   |
| 08         | ngày 30 tháng 8 năm 2018 | 9.4%               | [ 9 ]   |
| 09         | ngày 6 tháng 9 năm 2018  | 10.2%              | [ 10 ]  |
| 10         | ngày 13 tháng 9 năm 2018 | 12.4%              | [ 11 ]  |
| Trung bình | Trung bình               | 11.2%              |         |

## Phát sóng quốc tế
Bắt đầu từ ngày 21 tháng 7 năm 2018, bộ phim được phát sóng trên WakuWaku Nhật Bản ở Indonesia, Myanmar, Singapore, Thái Lan, Đài Loan, Sri Lanka, Mông Cổ và Việt Nam, vào Thứ Bảy lúc 21:00 (SGP), 20:00 (JKT).